# Sarah Franklin
Sarah Franklin (Cambridge, 9 de noviembre de 1960) es una antropóloga estadounidense que ha contribuido sustancialmente a los campos del feminismo, los estudios de género, los estudios culturales y el estudio social de la tecnología genética y reproductiva. Ha realizado trabajos de campo sobre FIV, clonación, embriología e investigación con células madre. Su trabajo combina tanto métodos etnográficos como la teoría del parentesco, con enfoques más recientes de los estudios científicos, los estudios de género y los estudios culturales. En 2001 fue nombrada directora de la Cátedra Personal de Antropología de la Ciencia, la primera de su tipo en el Reino Unido, y un campo que ella ha ayudado a crear. Se convirtió en profesora de Estudios Sociales de Biomedicina en el Departamento de Sociología de la Escuela de Economía de Londres en 2004. En 2011 fue elegida profesora de Sociología en la Universidad de Cambridge.

## Trayectoria
Franklin se graduó en el Smith College (1982), del que recibió el Premio de Alumna Distinguida en 2011. Tiene una maestría en Estudios de la Mujer de la Universidad de Kent (1984), una maestría en Antropología de la Universidad de Nueva York (1986) y un doctorado del Centro de Estudios Culturales Contemporáneos de la Universidad de Birmingham (1992). Es una de las primeras antropólogas en realizar investigaciones etnográficas sobre las nuevas tecnologías reproductivas.
Ha escrito y editado numerosos libros sobre tecnologías genéticas y reproductivas, así como más de 150 artículos, capítulos e informes. Ha diseñado y dirigido varios proyectos de investigación importantes que abordan las dimensiones sociales y culturales de las nuevas tecnologías reproductivas y genéticas. En 2010 fue elegida miembro de la Sociedad de Biología.
El 12 de octubre de 2017 se convirtió en miembro de la Academia de Ciencias Sociales, mientras que en 2021 fue elegida miembro de la Academia Británica.
Vive en las afueras de Cambridge con su pareja, la escritora y teórica feminista Sara Ahmed.